# Troia
|  | Aquest article tracta sobre la ciutat de Troia. Vegeu-ne altres significats a «Troia (pel·lícula)». |

Troia (en luvi Taruisa/*Tarhuisa pel nom del déu hitita Taru/Tahui; en grec Τροία o Τροίας; també anomenada Ílion, en grec Ίλιον o Ίλιος; Ílium, en llatí Īlium, i Wilusa en hitita) és una ciutat tant històrica com llegendària, on es va desenvolupar la Guerra de Troia, descrita a la Ilíada, un poema èpic de l'antiga Grècia. L'autoria d'aquest poema s'atribueix al poeta Homer, que el degué compondre al voltant del segle ix o viii aC, encara que conté material més antic. Homer també fa referència a Troia en l'Odissea. La llegenda homèrica de Troia va ser continuada pel poeta romà Virgili a l'Eneida. Les ruïnes de Troia foren declarades Patrimoni de la Humanitat per la UNESCO el 1998.

## La Troia històrica

### Troia en fonts hitites[3]

Mapa amb la situació de Wilusa, al nord-oest de l'Imperi Hitita.

La ciutat de Troia estigué habitada des de la primera meitat del mil·lenni III aC, però el seu moment de major esplendor coincidí amb l'auge de l'Imperi Hitita.
El 1924, poc després del desxiframent de l'escriptura hitita, Paul Kretschmer havia comparat un topònim que apareix en fonts hitites, Wilusa, amb el topònim grec Ilios Ílion (Ἴλιος, Ἴλιον), que era un dels noms de Troia. Els erudits, bo i basant-se en proves lingüístiques, establiren que el nom Ilios havia perdut una digamma inicial i anteriorment s'havia dit Wilios.
A això s'unia una altra comparació entre un rei de Troia que apareix escrit en documents hitites, denominat Alaksandu, i Alexandre, emprat a la Ilíada com a nom alternatiu de Paris, príncep troià fill de Príam i Hècuba, germà d'Hèctor i Cassandra.
Aquestes propostes d'identificació de Wilusa amb Wilios i d'Alaksandu amb Alexandre van ser motiu de controvèrsia: era dubtosa la situació geogràfica de Wilusa i en fonts hitites apareix també el nom de Kukunni com a rei de Wilusa i pare d'Alaskandu, sense aparent relació amb la llegenda d'Alexandre, tot i que alguns han indicat que aquest nom podria tenir el seu equivalent en grec en el nom de Κύκνος, Cicne, fill de Posidó, un altre personatge del cicle troià. Tanmateix, el 1996, Frank Starke provà que, efectivament, la localització de Wilusa havia de situar-se a la zona on hi havia la regió de la Tròade.
La majoria d'especialistes accepten identificar Wilusa amb la Troia homèrica, encara que no hi ha proves contundents. No obstant això, alguns arqueòlegs com Dieter Hertel es neguen a acceptar aquesta identificació entre Wilusa i Ilios.
Els principals documents hitites que mencionen Wilusa són:
- L'anomenat «Tractat entre Muwatal·lis II i Alaksandu de Wilusa», un pacte entre el rei hitita Muwatallis II i Alaksandu, rei de Wilusa, datat a principis del segle XIII aC. Del text d'aquest tractat se n'ha deduït que Wilusa tenia una relació de subordinació respecte de l'Imperi Hitita, ja que Labarnas I cap a l'any 1680 aC l'hauria conquerit, juntament amb Arzawa, encara que després es van independitzar. Quan Arzawa va atacar Wilusa els hitites van anar en la seva ajuda, i ara signaven un acord de col·laboració i defensa mútua.

Entre els déus que hi són nomenats al tractat com a testimonis del pacte figuren Apaliunas, que alguns investigadors han identificat amb Apol·lo, i Kaskalkur, nom que tindria per significat camí a l'inframón. Sobre Kaskalkur, l'arqueòleg Korfmann diu que:
«D'aquest mode es designaven els cursos d'aigua que desapareixien al sòl de les regions càrstiques i en tornaven a sorgir a l'exterior, però els hitites també empraven aquest concepte per a les galeries d'aigua instal·lades artificialment.»
Aquesta divinitat ha estat, doncs, associada al descobriment d'una cova amb una deu a 200m al sud del mur de l'acròpoli que, després d'analitzar la pedra calcària de les parets, s'ha determinat que ja existia a principis del mil·lenni III aC i al voltant de la qual podrien haver sorgit mites. També s'ha assenyalat la coincidència que suposa l'al·lusió de l'autor Esteve de Bizanci que un tal Motilos, que podria ser una hel·lenització del nom de Muwatal·lis, donà hospitalitat a Alexandre i Helena.
- Una carta escrita pel rei de Seha (estat vassall hitita) Manapa-Tarhunta I al rei Muwatallis II i, per tant, datada també al voltant de 1295 aC, on es dona informació d'un tal Piyama-radu que havia encapçalat una expedició militar contra Wilusa i contra l'illa Laçaba, identificada pels investigadors amb Lesbos.
- A la «Carta de Tawagalawa» (1250 aC), generalment atribuïda a Hattusilis III,[4] el rei hitita fa referència a antigues hostilitats entre els hitites i els ahhiyuwa possiblement sobre Wilusa, solucionades de forma amistosa en aquesta carta:[5] «Ara és quan hem arribat a un acord en l'afer de Wilusa respecte al qual estiguérem enemistats.»

L'última menció de Wilusa conservada en fonts hitites apareix en un fragment de l'anomenada «Carta de Milawata» (Milawata era el nom hitita de Milet), remesa pel rei Tudhalias IV (1240-1215 aC) a un destinatari desconegut. En ella, el rei dels hitites hi explica que emprarà tots els mitjans de què disposa per reposar el tron de Wilusa a Walmu, un successor d'Alaksandu que n'havia estat destronat i exiliat. Tanmateix, T.R. Bryce diu que aquest fet és mencionat amb anterioritat, tot consignant-lo en la seva reinterpretació de la Carta de Tawagalawa.
A més a més, en un informe del rei Tudhalias I (1420-1400 aC), hi declara que després d'una expedició de conquesta, una sèrie de països li declararen la guerra, en la llista dels quals es troben, seguits: «...el país Wilusiya, el país Taruisa...»
Alguns investigadors, com Garstang i Gurney, han deduït que Taruisa podria identificar-se amb Troia. Aquesta equivalència no compta encara amb el suport de la majoria dels hititòlegs.

### Troia en fonts egípcies

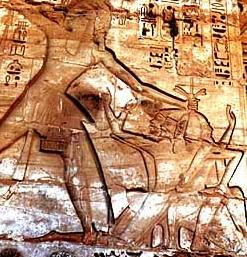
Relleu de Medinet Habu que mostra Ramsès III derrotant els pobles de la mar.

No és segura la menció de Troia en fonts egípcies de l'edat del bronze. Tanmateix, alguns erudits han investigat la relació que podria tenir amb les inscripcions de Medinet Habu que narren la batalla dels egipcis de l'època de Ramsès III contra els pobles de la mar, que intentaren una invasió del seu territori el 1186 aC.
Segons les inscripcions, els egipcis derrotaren en una batalla terrestre i en una altra de marítima una coalició de pobles d'identificació dubtosa. Entre les denominacions dels pobles que componien la coalició figuren els weshesh (que podrien tenir relació amb Wilusa) i els tjeker (que s'han posat en relació amb els teucres).

### Troia en fonts històriques gregues
Els primers colons grecs que hi arribaren devien ser emigrants eolis. L'origen del santuari d'Atena de la ciutat podria remuntar-se a l'any 900 aC. Explica l'arqueòleg Dieter Hertel que:
| « | A tot tardar des del 900 aC també fou venerada la deessa grega Atena, com es dedueix del gros sediment sobre el revestiment del pou del baluard nord-oriental, que estava completament ple de residus d'ofrenes. | » |

D'altres autors, en canvi, sostenen que els grecs no arribaren a colonitzar Troia fins a l'any 700 aC. En tot cas, fins al segle III aC va haver de ser una entitat petita de població, de menor nivell que altres colònies litorals properes com Sigeon i Aquileu.
Troia fou part del Regne de Lídia, tenint com a capital la ciutat de Sardes probablement des de l'època d'Aliates II, un dels reis de la dinastia mermnada, de principis del segle VI aC. L'últim rei d'aquesta dinastia fou Cressus, que arribà a regnar sobre gairebé tots els terriotirs a l'oest del riu Halis.
Els perses, sota el comandament de Cir II el Gran, derrotaren Cressus en la batalla del riu Halis i envaïren el seu regne, inclosa Troia, el 546 aC. Entre el 499 i 496 aC, durant la Revolta Jònica, els eolis donaren suport als jonis contra els perses sota el regnat de Darios I el Gran, però la rebel·lió fou sufocada. Himees fou el general persa que va sotmetre Ílion en aquella revolta.
Posteriorment, la visita de Xerxes I de Pèrsia a Troia el 480 aC fou també narrada per Heròdot, que explica que sacrificà a Atena mil bous i els mags oferiren libacions als herois.
Una de les conseqüències de la signatura de la Pau de Càl·lies entre perses i atenesos fou que Troia, juntament amb molts territoris de l'Àsia Menor, estigué sota la direcció d'Atenes des del 449 aC, després, a finals d'aquell mateix segle, passà a pertànyer a un principat dàrdan depenent de Pèrsia, però poc després, des del 399 aC, va pertànyer a Esparta i el 387 aC tornà a passar a control de Pèrsia després de la firma de la Pau d'Antàlcides amb Esparta.
Alexandre el Gran protegí especialment la ciutat, a la qual arribà el 334 aC. Ell mateix es considerava com un nou Aquil·leu i guardava com un tresor un exemplar de la Ilíada. La visita d'Alexandre el Gran a Troia és narrada per Plutarc i per Estrabó:
| « | Pujà a Ílion i hi feu un sacrifici a Atena, així com libacions als herois. A la tomba d'Aquil·leu, després d'untar-se d'oli i córrer despullat juntament amb els seus companys, com és costum, diposità corones, anomenant-lo benaventurat, perquè en vida tingué un amic lleial i després de la mort, un gran herald de la seva glòria. | » |
| — | |   |

| « | Diuen que la ciutat dels actuals ilieus havia estat durant un temps una aldea amb un petit i humil santuari d'Atna, però que quan Alexandre hi arribà després de la batalla del Grànic ornà el santuari amb ofrenes, donà a l'aldea el títol de ciutat, ordenà els encarregats que la realcessin amb edificis i li atorgà la llibertat i exenció d'impostos. | » |
| — | |   |

Després de derrotar els perses prometé fer d'Ílion una gran ciutat, tot i que fou Lisímac de Tràcia, un dels seus generals, l'artífex de la major part de les reformes i ampliació de la ciutat.
Entre els anys 275 i 228 aC Troia va pertànyer a l'Imperi Selèucida, que anys després havia estat fundat per Seleuc I Nicàtor, un altre dels successors d'Alexandre. Del 228 al 197 aC la ciutat fou independent, però amb vincles amb el Regne de Pèrgam. Tornà a pertànyer als selèucides entre el 197 i 190 aC.
Durant tota aquesta època seguí essent important el culte a Atena. Un ritual que se celebrava en honor seu era el sacrifici de bous, que es penjaven d'un pilar o un arbre i se'ls hi obria la gorja.

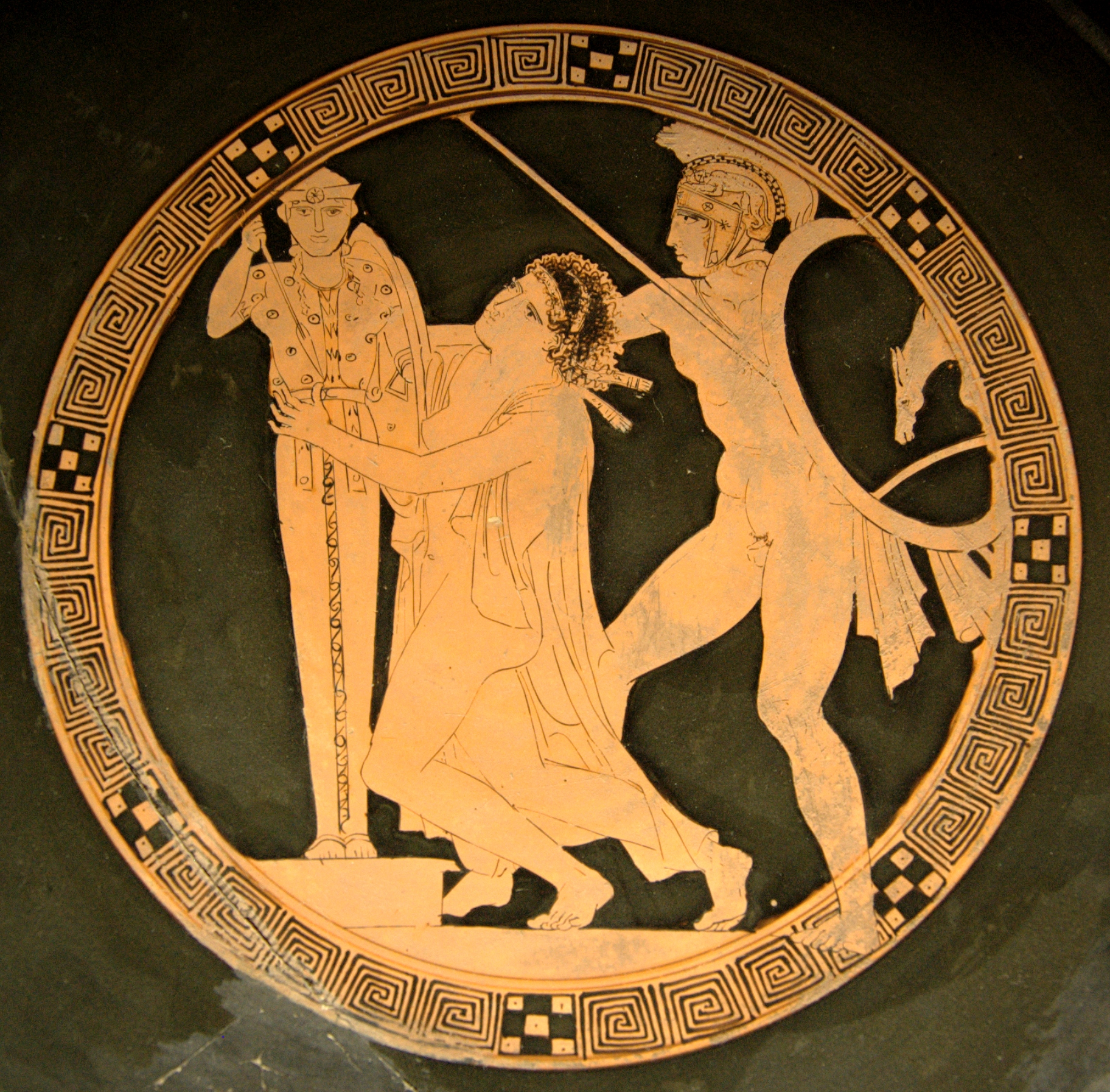
Àjax el petit arrossega Cassandra, agafada al Paladió. Copa àtica de figures vermelles, ants 440-43 aC.

També s'hi celebrava un costum relacionat amb el mite de la guerra de Troia: segons la llegenda, Àjax el petit havia arrossegat durant el saqueig de la ciutat la princesa Cassandra mentre ella, per buscar la protecció divina, s'havia agafat a l'estàtua d'Atena. Per aquesta causa, els locris havien estat obligats per l'oracle de Delfos a enviar cada any durant un període de mil anys dos o més noies d'origen noble a Troia. Les noies, un cop arribades a la costa troiana, tractaven d'arribar al temple d'Atena. Si ho aconseguien, es convertien en sacerdotesses del temple, però els habitants de Troia tractaven de matar-les en llur trajecte. Si cap d'elles moria, els locris havien d'enviar-ne una altra. La majoria arribava a llur objectiu i atenyia el temple de la deessa. Hi ha controvèrsia sobre quan deixà de practicar-se aquest costum. Alguns senyalen que finí després de la guerra focídia, el 346 aC, d'altres creuen que es practicà fins al segle i.

### Troia en fonts històriques romanes
El prestigi de Troia a l'època romana fou acompanyat de motivacions ideològiques i polítiques lligades a les pròpies arrels de la fundació de Roma.
El 190 aC les tropes romanes arribaren a la ciutat i després d'oferir sacrificis a Atena varen posar Ílion sota llur protecció. Segons Plini el Vell, Ílion era una aldea a l'època de la batalla de Magnèsia (189 aC) en la qual Antíoc III fou derrotat pels romans durant la Guerra Romano-Síria. Després del Tractat d'Apamea, la ciutat fou part dels dominis del Regne de Pèrgam entre el 188 i el 133 aC, fins que Pèrgam va caure sota el poder de Roma i Troia passà a formar part de la província romana d'Àsia.
L'any 85 aC el general romà Fímbria destruí i saquejà Troia durant la guerra contra Mitridates, que havia combatut la dominació romana a Orient. Posteriorment l'emperador August reconstruí el temple d'Atena.
Juli Cèsar, després de la batalla de Farsàlia, visità, l'any 48 aC, la ciutat d'Ilium que ell considerava pàtria dels seus avantpassats. Augmentà el territori de la ciutat i l'alliberà de tributs. En aquella mateixa època es feu per primera vegada monedes amb la imatge d'Enees fugint de Troia amb el seu pare Anquises a l'esquena i el mític Paladi. Segons narra Suetoni, Juli Cèsar meditava traslladar la seva residència a Ilium.
L'emperador Caracal·la arribà a Ilium el 214 i hi consagrà a Aquil·leu una estàtua i organitzà cavalcades militars al voltant de la seva suposada tomba. Perquè aquests actes s'assemblessin més als jocs en honor de Pàtrocle després de morir, narrats a la Ilíada, matà el seu amic Festus perquè representés el paper de Pàtrocle.

## La Troia llegendària

Mapa de Tròada

### La Fundació
La fam assolava l'illa de Creta quan el príncep Escamandre i un grup de seguidors van marxar cap a l'est buscant un lloc més fèrtil on instal·lar-s'hi. Abans d'abandonar l'illa, va consultar un oracle que li donà les següents instruccions:
«Instal·la't en qualsevol lloc on els enemics nats de la terra desarmin els teus homes durant la nit»
Van arribar a les costes prop de Frígia i van acampar prop d'una muntanya (que van anomenar Ida, igual que la muntanya de Creta) i d'un riu (al que el príncep posà el seu nom, Escamandre). Van acampar allà i l'endemà al matí, es van trobar que unes rates els havien rosegat les corretges dels escuts i les cordes dels arcs. Escamandre va ordenar començar a edificar una ciutat i conrear les terres fèrtils prop del riu Escamandre.
Anys més tard, durant el regnat de Laomedont (descendent d'Escamandre), Zeus va condemnar per rebel·lió Posidó i Apol·lo a ser esclaus del rei troià durant un any. Els dos déus i un semidéu anomenat Èac foren castigats a construir unes muralles per a Troia.

### La destrucció
Laomedont, en veure les monumentals muralles que estaven construint, va prometre pagar-los un sou, però en acabar les obres, va negar-los-hi tot. Quant Laomedont no va voler pagar als déus, Posidó va inundar la terra i va exigir el sacrifici d'Hesíone, filla de Laomedont, al monstre del mar.
Quan aquesta sortia de Troia per lliurar-se a la fera, passava per allà Hèracles, que va matar el monstre. Aleshores demanà la mà d'Hesíone però el rei la hi negà. Hèracles, enfurismat, va ocupar la ciutat, va matar Laomedont i tots els seus fills menys un, Príam, que després fou rei, i es va endur Hesíone a Salamina.
Durant el seu regnat, els grecs van envair i conquerir Troia, que era aliada als licis i a les amazones. L'Odissea diu que els assetjadors van construir un cavall de fusta (el cavall de Troia) buit dins del qual es van amagar i quan els troians se'l van emportar a la ciutat, en van sortir per obrir les portes. La dinastia troiana fou substituïda per la dinastia heracliada a Sardes (Lídia), que va governar fins al temps de Candaules, 505 anys després.

## Excavacions

Plànol dels estrats de Troia, identificats en les excavacions.

### El dilema Hisarlik-Bunabarschi
Des dels inicis del segle xix la troballa d'inscripcions havia convençut Edward Daniel Clarke i John Martin Cripps que al turó d'Hisarlik, a uns 4,5 km. de l'entrada dels Dardanels, a la província turca de Çanakkale, estigué ubicada la ciutat de Troia.
En la seva dissertació sobre la topografia de la plana de Troia, publicada a Edimburg el 1822, l'estudiós escocès Charles MacLaren havia sostingut la hipòtesi que l'emplaçament de la Nova Ílion grecoromana coincidia amb el de la fortalesa cantada per Homer.
Però no tots els investigadors es mostraven d'acord. El 1776, el francès Choisseul-Gouffier opinava que l'antiga Troia estava ubicada al turó de Bunarbaschi, a 13 km. dels Dardanels i aquesta hipòtesi fou popularitzada anys després per Jean Baptiste Lechevalier.
En aquella època ambdues possibilitats no eren seguides gaire seriosament per la majoria dels acadèmics.

### Heinrich Schliemann
Després d'una petita temptativa d'excavació en l'àrea duta a terme el 1863 per Frank Calvert, a la dècada del 1870 l'arqueòleg alemany Heinrich Schliemann excavà al turó d'Hisarlik. La prosecució dels treballs portà a Schliemann distingir set ciutats o estadis d'ocupació del lloc, assignant-hi la fase de Troia II a la Troia homèrica. Entre les seves troballes més importants figura l'anomenat Tresor de Príam. A partir del 1882 tornà a excavar-hi al lloc juntament amb Wilhelm Dörpfeld que havia treballat a les excavacions alemanyes a Olímpia. Schliemann va veure's obligat a reconèixer que l'estrat de Troia II era molt més antic i fou Troia VI la que passà a ser considerada com la ciutat homèrica. Després de la mort de Schliemann, Dörpfeld tornà a excavar-hi entre 1893 i 1894. El resultat d'aquestes empreses fou la troballa de nou ciutats construïdes successivament les unes sobre les altres.

### Missions arqueològiques posteriors
Del 1932 al 1938, un equip nord-americà tornà a excavar-hi, sota la direcció de Carl William Blegen, que diferencià amb major detall cadascuna de les fases de construcció de les ciutats i proposà a Troia VII com la ciutat destruïda pels grecs micènics. El 1988 es van reprendre les excavacions, dirigides per l'alemany Manfred Korfmann, que arribà a importants descobriments, amb la troballa d'un gran barri sota Troia VI. Korfmann va morir el 2005. A partir de llavors dirigeix les excavacions l'austríac Ernst Pernicka. Els resultats de les excavacions s'estudien en la unitat de treball anomenada «Projecte Troia», de la universitat de Tubinga, i cada any es publica el més important a la revista Studia Troica.

## Les deu ciutats
Arran de les diferents excavacions fou reconstruïda la història de Troia en les seves deu fases d'ocupació. Des de Troia I a Troia V hi ha testimonis d'un llarg període de continuïtat cultural. Troia VI dona fe d'un segon enriquiment de la ciutat.
Troia VII és la principal candidata per a identificar-se amb la Troia homèrica. Troia VIII i Troia IX cobreixen, respectivament, la Grècia arcaica, l'època clàssica, el període hel·lenístic i romà. Troia X és la pertanyent al període romà d'Orient.
Des del primer assentament fins a Troia VII no hi ha rastres de documentació escrita que ajudin a la valoració històrica i social del desenvolupament de la ciutat.

### Troia I
Segons Carl Blegen, Troia I existí durant cinc segles -l'estratificació és de més de quatre metres- i ocupava només la meitat nord-occidental del turó.
La ciutadella de Troia I (2920-2450 aC aproximadament) descoberta per Schliemann, estava constituïda per un recinte de muralles fortificades de pedra, de 2,50m de gruix, probablement amb torres. Queden traces de l'oriental, d'una alçada de 3,50m i que controlava l'entrada. Estava formada per pedres irregulars i era més estreta per la part alta.
Els habitatges associats amb la muralla són del tipus de mègaron, que es convertiren en l'estàndard de la ciutat. Apareix, per primera vegada, ceràmica decorada amb rostres humans esquemàtics.
Allotjà una població la cultura de la qual, anomenada de Kum Tepe, era neolítica, però ja plenament inserida en l'edat del bronze antic.
Fou destruïda per un incendi, reedificada i donà origen a Troia II.

### Troia II

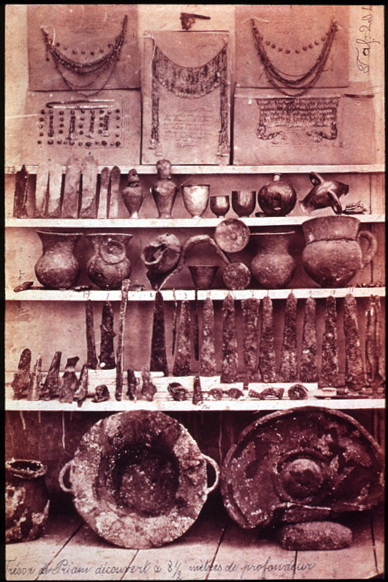
Fotografia del Tresor de Príam trobat a Troia II.

Troia II (2500-2350 aC) seguí essent una ciutat petita i fortificada, de planta poligonal, amb torres quadrades als angles i proveïda d'un accés principal que dona al costat sud.
Aquesta fase d'ocupació fou descoberta per Schliemann i reexaminada per Dörpfeld.
Encara que consti que Troia I fou destruïda, no existeix interrupció ni cronològica ni cultural entre ambdues.
En aquesta fase es verifica un progrés, tant en la topografia urbana com en la tècnica arquitectònica. Els megàrons i els propileus foren desplaçats cap al cor de la ciutat. El model de casa anomenat megàron, que és una gran estança rectangular, amb la llar domèstica, precedida d'un vestíbul obert, fou un tipus d'habitatge característic de l'hel·làdic de la Grècia continental.
El sistema de propileus de mides decreixents, de l'exterior cap a l'interior del conjunt palatí, es troba també a Tirint, mentre que una concepció planimètrica semblant es repeteix a l'Acròpoli d'Atenes.
Les portes més grans estan a la porta sud-oest, a través d'una gran rampa, i donaven accés al palau reial, a través d'un petit propileu al megàron.
L'edifici més important és un megàron, originalment de 35-40m, l'estança més gran del qual té uns 20x10m, on Dörpfeld trobà les restes d'una plataforma que potser era d'una llar.
Els altres megàrons descoberts per Dörpfeld devien ser les residències privades del rei i de la seva família, i el magatzem central per a les reserves.
Fou amb seguretat una ciutat molt pròspera, com ho proven les restes d'un gran recinte emmurallat, l'anomenada casa del rei i els seus més de 600 pous, segons Dörpfeld, per emmagatzemar queviures i que en general contenien fragments de grans gerres de conserva, probablement cobertes de maons, que estaven disseminats per la ciutadella.

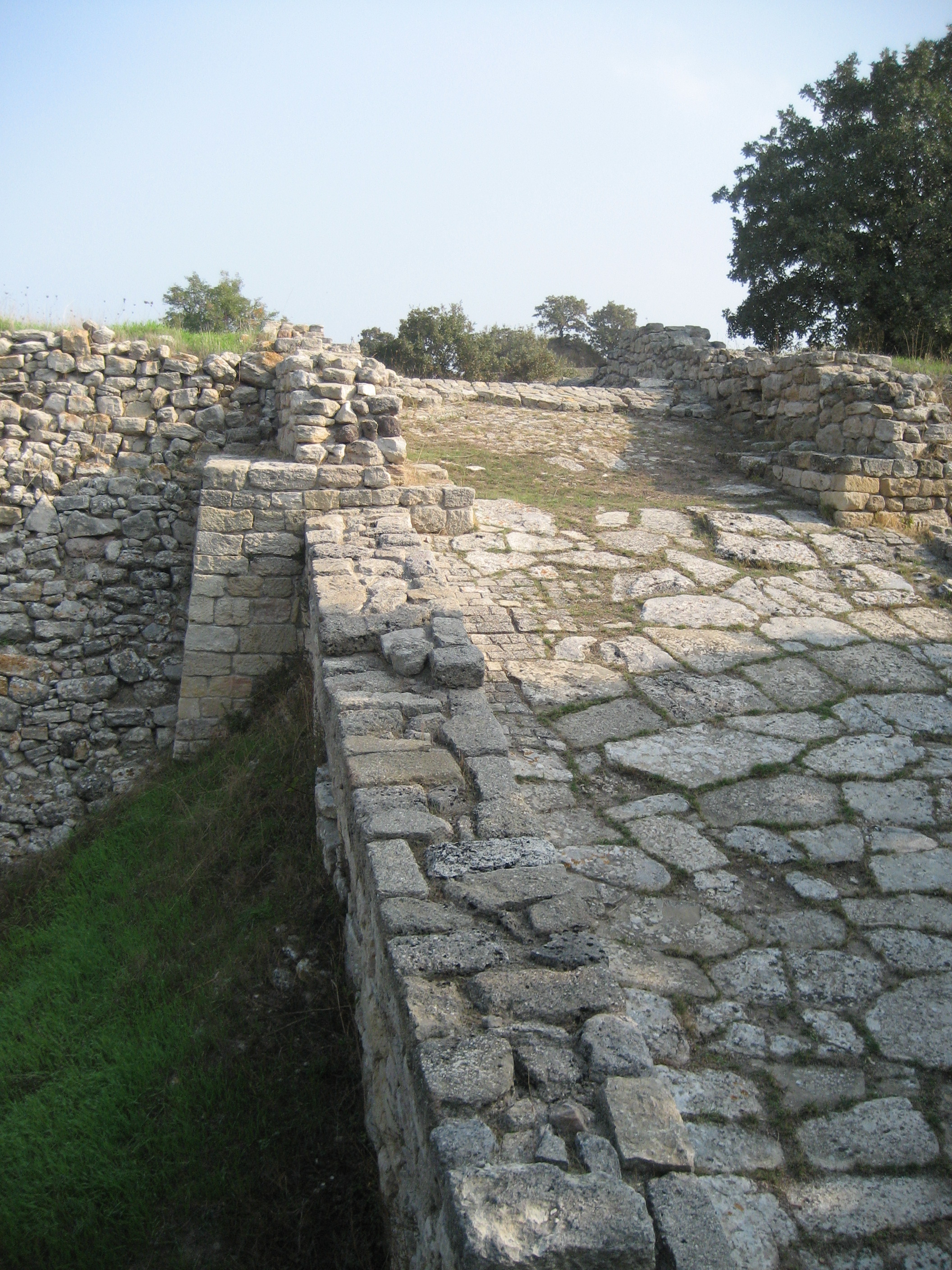
Rampa d'entrada a Troia II.

La gran senzillesa dels edificis del conjunt del palau de Troia II es contraposa a l'arquitectura oficial contemporània de Mesopotàmia sota els reis d'Akkad (2300-2200 aC) de ric aparell escènic, com les residències i els temples dels governadors de Lagash, i de la dinastia III d'Ur, i a les construccions monumentals de l'Egipte faraònic de l'època del Regne Antic (2950-2220 aC). Aquesta senzillesa dels edificis de Troia sorprèn en comparar-los amb la profusió i la riquesa de la joieria i orfebreria de l'època, testimoniades pels cèlebres tresors que Schliemann atribuí a Príam i que Blegen assignà a la fase de Troia II.
Aquest és el patrimoni artístic més ingent i significatiu de la Troia del mil·lenni III aC.
Els tresors (datats al voltant del 2600 aC) estan composts de valuosos objectes de metalls preciosos i pedres, que foren donats per Schliemann a Alemanya i després de la Segona Guerra Mundial foren a Moscou, on es troben actualment, al Museu Puixkin.
Dels nou lots, els més importants comprenen col·leccions de dagues, estris i orbnaments de les vestidures i moltes vaixelles d'or i plata.
Entre els objectes preciosos estaca un disc gran, proveït d'uns ònfals (literalment llombrígol, una mena de bult al centre de l'objecte) i d'un llarg mànec pla, que acaba amb una petita sèrie de discs petits. S'emprava per tamitzar l'or, i és semblant a estris trobats a Ur i a Babilònia, entre finals del mil·lenni III i principis del II aC.
Entre les joies hi ha dues diademes femenines que ornaven el front amb una franja de petites cadenes d'or, acabant cadascuna d'elles amb un penjoll de llàmines daurades en forma de flor o fulla. Es trobaren amb una sèrie de collarets i arracades, en un gerro gran de plata.
L'incendi va escaure cap al 2200 aC i la precipitada fugida dels habitants, que marquen el final de Troia II, no semblen haver-se produït a conseqüència d'una guerra perduda, sinó més aviat d'una catàstrofe natural.

### Troia III-IV-V
Amb el transcurs del mil·lenni III aC una primera i massiva onada d'invasions de pobles indoeuropeus marca en l'àrea mediterrània sensibles canvis, registrats també a Troia en les fases III-V de la vida de la ciutat, la cultura de la qual no sembla interrompre's, però sí reduir-se dràsticament: falten traces segures de muralles fortificades fins a Troia V. Les restes dels edificis són exigus i de qualitat inferior dels dels precedents i la imatge de conjunt del lloc respon més aviat a la d'un centre comercial que no pas a la pròspera ciutat del mil·lenni III aC.

#### Troia III
Sobre les runes de Troia II s'aixecà Troia III (2350-2200 aC), construïda gairebé completament en pedra, a diferència de les precedents que eren de tova.
Són característics de Troia III els gots antropomòrfics, com el trobat per Schliemann el 1872 i que segons ell representava Atena Ílias.

#### Troia IV
Amb una superfície de 17.000 m², Troia IV (2200-1900 aC) mostra la mateixa tècnica d'emmurallament que Troia II i Troia III. En canvi, són nous els forns en cúpula i un tipus d'habitatge de quatre habitacions.

#### Troia V
Troia V (1900-1700 aC) és una total reconstrucció de Troia IV, sobre la base d'un pla urbanístic més regular i amb cases espaioses, però sense una ruptura cultural respecte amb els assentaments precedents. Amb Troia V finalitzava la fase premicènica de la història de Troia.

### Troia VI

Gràfic de les capes del jaciment arqueològic.

Troia VI (1700-1300 o 1250 aC) correspon al període crucial de la història anatòlica compresa entre el final de les colònies comercials assíries de Kültepe-Kanish (cap a mitjan segle xviii aC) i la formació i expansió de l'Imperi Hitita (fins a la primera meitat del segle xiii aC), quan probablement un fort terratrèmol destruí la ciutat, que havia resorgit a una nova vida després de la llarga fase precedent de ciutat de mercat. Fou un empori de riquesa, seu d'un rei, príncep o governador i centre administratiu que fou progressivament ampliat fins a atènyer el segle xvi aC la seva forma definitiva.
Estigué habitada per immigrants d'origen indoeuropeu que es dedicaren a noves activitats com la cria i doma de cavalls, imprimiren un gran desenvolupament de la tecnologia del bronze i practicaren el ritu funerari de la incineració.
La majoria dels fragments de ceràmica són de l'anomenada ceràmica grisa d'Anatòlia. Els atuells micènics que també han estat trobats són una prova de l'existència de relacions comercials entre Troia i la civilització micènica.
Entre les estructures fonamentals de Troia VI en destaca la fortalesa, amb el monumental baluard de 9m d'alçada i angles molt aguts, en posició anàloga a la de Troia II, en el bronze antic (Troia I-II), dominant el curs de l'Escamandre. En cas de setge disposava d'un gran dipòsit de 8m de profunditat a l'interior del baluard central.
El traçat de les muralles amb un diàmetre d'uns 200 m (el doble de l'espai més antic), es desdobla en un segon cercle concèntric al precedent amb una alçada mitjana de 6m i un gruix de 5. S'arribava per una porta principal, controlada per una torre fortificada i per unes altres tres de secundàries, de les quals partien en sentit radial amplis carrers convergents cap al centre septentrional de la ciutat, avui dia desaparegut.
En travessar les portes es trobaven pedres rectangulars, en forma de pilar, encastades cadascuna en un bloc de pedra, de la mida aproximada d'una persona. Aquest tipus d'elements arquitectònics és força comú en l'àmbit hitita. L'arqueòleg Peter Neve creu que podrien estar relacionats amb el culte a divinitats protectores de les portes, mentre que Manfred Korfmann suggereix que podrien estar relacionades amb el culte a Apol·lo.
La tècnica de construcció resulta complexa, amb l'estructura de base de pedra i la superestructura de toves amb una alçada de 4-5m.
A l'interior de les muralles encara hi ha pocs habitatges de planta rectangular i proveïts d'un pòrtic, però només se'n conserva la planta baixa: entre les runes més imponents de Troia VI cal destacar-ne l'anomenada casa dels pilars, de forma trapezoïdal, de 26x12m. Està formada per un vestíbul, a l'est, i una àmplia sala central, que acaba en tres petites habitacions posteriors. Es tractava d'un edifici públic per a cerimònies oficials reials.
A Troia VI la disposició dels edificis i dels eixos de circulació s'adaptava a la forma circular de les muralles. El centre estava constituït pel palau i el temple.
En un altre turó anomenat Iassitepe, més proper al mar, s'ha trobat una necròpolis de l'època de l'edat del bronze amb inhumacions d'homes, dones i nens, així com aixovars funeraris formats pels mateixos tipus de ceràmica trobats a Troia VI. En aquest lloc s'hi han trobat també restes d'incineracions.
El gran barri baix de la ciutat fou descobert per Korfmann a partir del 1988, ajudat per una nova tècnica anomenada prospecció superficial. Després d'aquesta troballa, s'atribueix a la ciutat una superfície de 350.000 m², és a dir, tretze vegades més gran que l'acròpoli ja coneguda. Amb unes mides també considerables, Troia sobrepassava en superfície a una altra gran ciutat de l'època: Ugarit (200.000 m²) i és, de fet, una de les ciutats més grans de l'edat del bronze. La seva població oscil·lava entre 5.000 i 10.000 habitants. En cas de setge s'estima que podria contenir 50.000 habitants de tota la regió.
El 1993 i 1995 foren descoberts dos fossars paral·lels d'1 a 2m de profunditat, que podrien haver servit de defensa contra un atac perpetrat amb carros de guerra. També es va trobar, el 1995, una porta de la fortificació del barri, el començament de la muralla del barri baix i una calçada empedrada que des de la plana del riu Escamandre es dirigia a la porta occidental de l'acròpoli.

### Troia VII

#### Troia VII-I

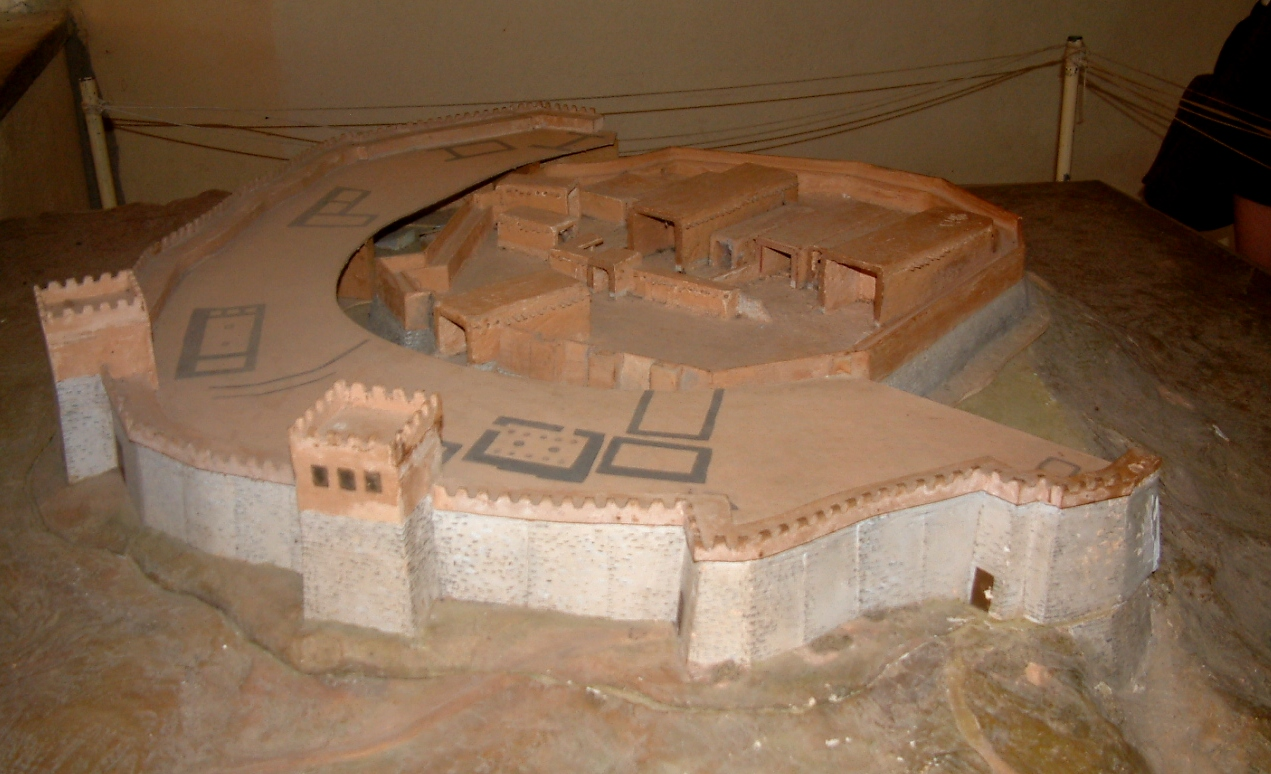
Maqueta de Troia VII.

El complex del palau de Troia VI fou destruït probablement per un terratrèmol cap al 1300 aC, si bé alguns investigadors s'inclinen per datar el seu final cap al 1250 aC. La seva immediata reconstrucció en la successiva fase de Troia VII-I ha plantejat l'interrogant de quina de les dues ciutats fou l'Ílion homèrica.
Carl Blegen rebutjà la tesi de Dörpfeld que apuntava a la fortalesa micènica de Troia VI -probablement destruïda per un terratrèmol i no per un incendi- i s'inclinà per l'assentament de Troia VII-I, one hi ha un estrat de cendres i restes carbonitzades que pot datar-se cap al 1200 aC.
Entre els vestigis trobats en aquest estrat figuren restes d'esquelets, armes, dipòsits de còdols (que podrien tractar-se de municions per a llançar amb fones) i, interpretada per alguns com molt significativa, la tomba d'una nena, coberta amb una sèrie de gerros de provisions, indici d'un enterrament urgent a causa d'un setge.
A més a més, la data del seu final no s'allunya gaire de les datacions que, amb base en la durada de les generacions, fixaren els erudits grecs Heròdot, Eratòstenes, Duris de Samos i Timeu de Locres.
Per això, alguns erudits indiquen que la ciutat de Príam es correspon amb Troia VII-I, tot i la indubtable inferioritat artística i arquitectònica que la distingeix de la precedent.

#### Troia VII-II-a
En el successiu nivell de Troia VII-II-a (1200-100 aC) s'han trobat restes d'una ceràmica bàrbara. Per troballes semblants que s'han trobat en altres zones s'ha suposat que en aquella època s'assentà un poble estranger procedent dels Balcans.
A més a més, l'urbs mostra un gran acumulament de terreny cremat, fins a 1m, de grans i repetides pertorbacions, que no varen interrompre la continuïtat de la vida a la ciutat, on les muralles i habitatges se'n salvaren.
Per això s'ha deduït que durant aquella època es produïren almenys dos incendis i un d'ells produí el final de la ciutat.
| Bronze antic | Troia I 2920-2450 a. C. Troia II 2600-2350 a. C. Troia III 2350-2200 a. C. | Grotta-Pilos 3200-2700 a. C. Karos-Siros 2700-2200 a. C. Filacopí I 2200-2000 a. C. | Minoic antic (Prepalacial) 2500-1850 a. C.                                                       | Hel·làdic antic 2700-1850 a. C.                                                  |
| Bronze mitjà | Troia IV 2200-1900 a. C. Troia V 1900-1700 a. C. Troia VI 1700-1300 a. C.  | Filacopí II 2000-1800 a. C.                                                         | Minoic mitjà I-IIIA (Protopalacial) 1850-1550 a. C.                                              | Hel·làdic mitjà 1850-1580 a. C.                                                  |
| Bronze tardà | Troia VII-A 1300-1200 a. C. Troia VII-B-1 1200-1100 a. C.                  |                                                                                     | Minoic mitjà IIIB-Minoic tardà II (Neopalacial) 1550-1400 a. C. Minoic tardà III 1400-1100 a. C. | Micènic I 1580-1500 a. C. Micènic II 1500-1425 a. C. Micènic III 1425-1100 a. C. |

#### Troia VII-II-b
El signe més evident d'un component nou en l'ordre social i cultural està representat al nivell de Troia VII-II-b (1100-1020 aC) per la ceràmica anomenada knobbed ware (tot i que també han aparegut restes de ceràmica semblants de la de l'etapa anterior i àdhuc unes restes de ceràmica micènica) amb decoratives protuberàncies en forma de banyes, difosa ja als Balcans i probablement herència de gents nouvingudes, infiltrades pacíficament a la regió o bé fruit d'intercanvis culturals entre Troia i altres regions estrangeres.
També la tècnica de construcció varia sensiblement amb muralles reforçades en les filades inferiors amb monumentals ortòstats.
El 1995 fou trobat un document escrit en aquest estrat consistent en un segell de bronze on apareixen signes d'un sistema d'escriptura de l'idioma lluvita denominat lluvioglífic. Fou desxifrat en el seu sentit especial, tot trobant-hi que en una de les cares conté la paraula «escriba», al revers la paraula «dona» i, a ambdós costats, el signe bo. Per tot això s'ha suposat que el propietari del segell va ser un funcionari oficial.
Troia VII-II-b va caure a causa d'un incendi de causes naturals.

#### Troia VII-II-c
La diferència d'aquest estrat amb l'anterior es deu a l'arqueòleg Manfred Korfmann, que defensa que després del final de l'anterior ciutat va haver-hi tot seguit una altra colònia que car distingir de l'anterior, caracteritzada per l'ús de ceràmica protogeomètrica i que desaparegué al voltant del 950 aC, restant-ne a continuació el lloc gairebé deshabitat fins a l'any 750 o 700 aC.
Dieter Hertel creu que ja els grecs s'establiren a Troia des del final de Troia VII-II-b.

### Troia VIII

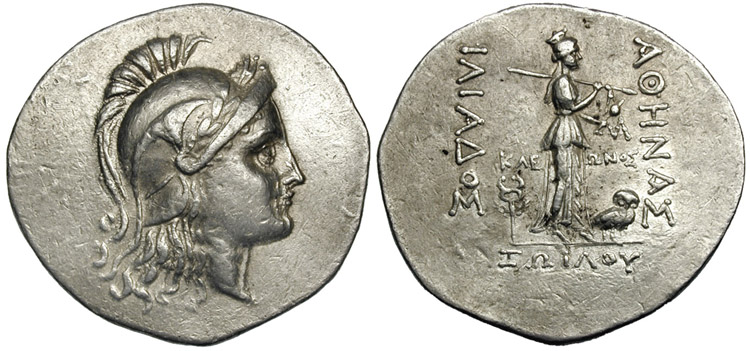
Tetradracma de plata de Troia del període hel·lenístic, anys 180-160 aC. Cap d'Atena amb casc àtic a l'anvers. Figura femenina al revers i òliba amb la inscripció: ΑΘΗΝΑΣ ΙΛΙΑΔΟΣ, ΚΛΕΩΝΟΣ ΙΛΙΟΥ.

La història de Troia en l'època grega antiga no es remunta molt més enllà del segle vii aC, com així oco0rre amb els altres nombrosos testimonis de l'àre nord-occidental de l'Àsia Menor i de la pròpia Bizanci.
Durant uns 250 anys, entre el 950 i el 700 aC, el turó d'Hisarlik va haver de romandre gairebé deshabitat, tot i que alguns autors com Dieter Hertel defensen el contrari.
A Troia VIII apareix una rica activitat arquitectònica, sobretot regliiosa: el primer gran edifici de culte de l'època descobert, l'anomenat tèmenos superior, conserva encara al centre un altar i un alter, de l'època d'August, al costat occidental. Segueix el tèmenos inferior, amb dos altars, potser per a sacrificis a dues divinitats, ambdues desconegudes.
El santuari d'Atena, l'origen del qual podria remuntar-se al segle ix aC, fou convertit en un gran temple, de rigorós orde dòric, el segle III aC. Per a això, i per a la construcció de la stoà, es van haver d'esfondrar alguns edificis de l'acròpoli d'èpoques anteriors.
Ambdós arqueòlegs situen al segle III aC l'inici de Troia IX, en discrepància amb la cronologia proposada per Manfred Korfmann.

### Troia IX
Troia X (Ilium Novum) fou la ciutat romana sorgida després de la destrucció de Troia VIII per part de Fímbria, un dels homes de Gai Mari (86-85 aC). La gens Iulia, Juli Cèsar i August, enriquiren la ciutat de Troia amb temples i palaus, i ampliaren el temple d'Atena, que fou envoltat de monumentals columnates de 80m de costat, i proveït d'un gran propileu.
Aquest assentament romà s'estén en part per la plana que hi ha al peu del turó, mentre que l'acròpoli manté el seu caràcter de lloc destinat al culte amb el temple d'Atena. D'aquesta fase se'n conserven llenços de muralla, les termes, el bouleterió, un teatre i alguns habitatges.
La imatge grandiosa i solemne d'aquesta mil·lenària ciutat fou, car, alimentada durant més de tres mil anys per una forta continuïtat de vida cultural i social.

### Troia X
Korfmann denominà així l'estrat de les escasses restes que pertanyen al període romà d'Orient, entre els segles xiii i xiv, en què Troia fou una petita seu episcopal. Aquests havien estat ja descoberts per Schliemann i Dörpfeld.